# Elektriska musikinstrument

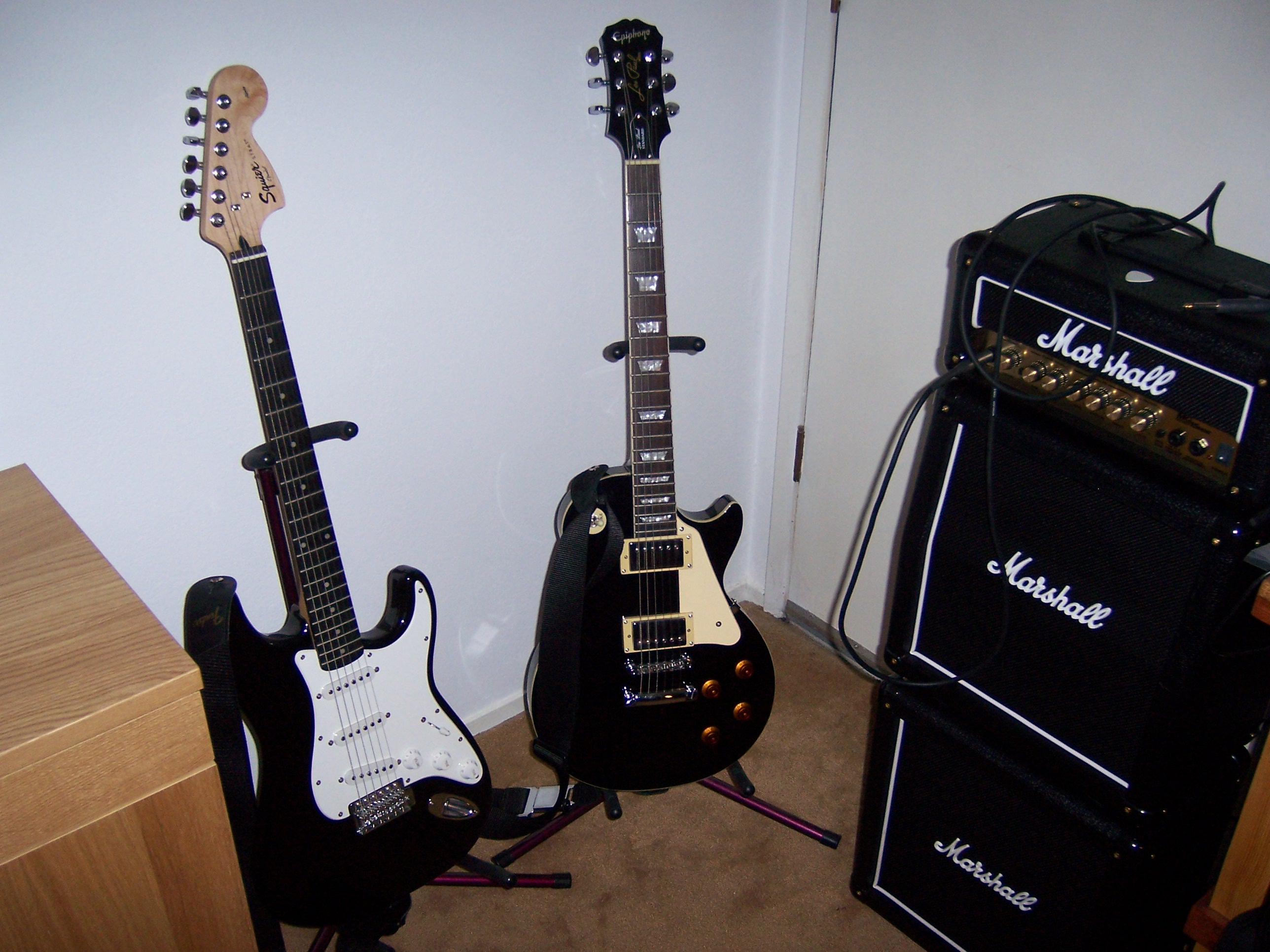
Elgitarrer med förstärkare

Elektriska musikinstrument eller elektrofoner är musikinstrument där tonen frambringas via elektrisk (till skillnad från akustisk, som via resonanslåda) förstärkning eller bearbetning. Instrumenten är beroende av högtalare då ljudet kommer ut ur dessa. Elektriska instrument är mycket vanliga inom jazz-, pop- och rockmusik.
Elektriska instrument delas in i två grupper, elektromekaniska musikinstrument  respektive elektroniska instrument, där ljudet i de senare framställs utan att i realtid passera mikrofoner och andra rörliga delar, förutom högtalare, och de används för att skapa elektronisk musik. Ljudkällan i elektroniska instrument utgörs av oscillatorer (för tonande ljud) eller brusgeneratorer (för slagljud och andra tonlösa ljud), som kan vara analoga eller digitala, eller så använder de digital samplingsteknik som kan återge tidigare inspelade ljud i varierande tonhöjd.

## Systematik
Elektrofoner:
- Elektromekaniska musikinstrument:
  - Stränginstrument utan resonanslåda såsom
    - Elgitarr
    - Elbas
    - Elfiol
    - Chapman Stick

  - Äldre keyboards såsom
    - Äldre elorgel, bestående av motordrivna tonhjul
    - Elpiano
      - Rhodes-piano, bestående av metallrör
      - Clavinet, bestående av metalltungor

    - Elflygel (ett stränginstrument utan resonanslåda)
    - Mellotron, bestående av bandslingor
- Elektroniska musikinstrument:
  - Theremin
  - Keyboards såsom
    - Modern elorgel
    - Synthesizer
    - Stråkmaskin
    - Digitalpiano

  - Trummaskin, synthtrummor, digitaltrummor
  - Syntbas (ibland keyboard)